# Gueez
El gueez és una llengua etiòpica membre, amb el tigrinya, el tigre i el dahalik, de la branca septentrional i que, extinta com a llengua parlada amb la decadència del Regne d'Axum, roman avui dia com a llengua litúrgica de l'Església Ortodoxa Etíop a Eritrea i a Etiòpia, de l'Església catòlica d'Etiòpia i de la comunitat jueva de Beta Israel.

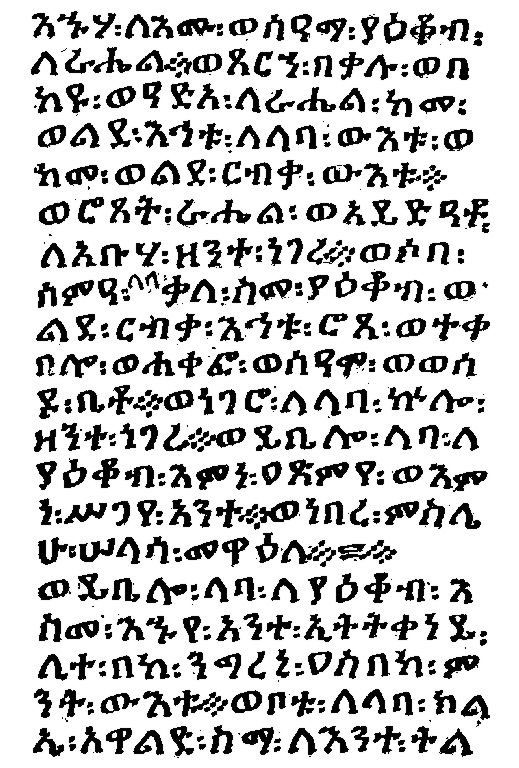
Gènesi 29:11-16 en gueez

El gueez és una llengua quasi morta, parlada pràcticament per persones grans repartides per tota la banya d'Àfrica. Segons la tradició de l'Església Ortodoxa Etíop, l'estret de Bab-el-Mandeb va ser testimoni de les primeres migracions de parlants semítics gueez a l'Àfrica, Es calcula que és parlat per unes 200 persones (cens del 2004). A més, té influència d'un 40% en el somali i 10% amb el Francés-Afar de Djibouti. La lletra de l'himne de Djibouti és en gueez. No té reconeixement internacional. Presenta una escriptura quasi única.

## Gramàtica del gueez

### Sistema fonològic

#### Vocalisme
L'escriptura tradicional del gueez desenvolupà set formes diferents per les combinacions sil·làbiques consonant-vocal, distingint així set fonemes vocàlics: /æ/, transcrits a (també ä), u, i, ā (també a), e, ə i o, respectivament.
Sincrònicament, per causa de l'evolució particular del sistema fonològic gueez, la quantitat vocàlica no és un tret pertinent. Diacrònicament, però, /ə/ i /æ/ tenen llur origen en vocals protosemítiques breus (*/i/, */a/), mentre que /a/, /i/ i /u/ provenen de vocals llargues (*/aː/, */iː/, */uː/) i, finalment, /e/ i /o/ són el resultat de la monoftongació dels diftongs primitius */aj/ i */aw/.

#### Consonantisme
El gueez es mostra, en general, relativament conservador del sistema consonàntic protosemític. Presenta la típica oposició triple d'oclusives, amb les sèries sorda, sonora i ejectiva o emfàtica (enriquida aquesta última amb un nou fonema /p'/).
Pel que respecta a les innovacions, destaquen la pèrdua de les fricatives interdentals i de la ghain ([ɣ], cf. àrab غ), la fusió, compartida amb l'àrab, de */ʃ/ i */s/ protosemítiques en /s/ (ሰ, consonant coneguda com a se-isat «la se d'isāt ‘foc'») i l'adquisició de rang de fonemes de les consonants labiovelars, que es remunten a grups protosemítics bifonemàtics.
Des del punt de vista de la reconstrucció de la protollengua comuna, d'altra banda, és interessant el reflex en gueez de la sonora lateral fricativa protosemítica *[ɬ]: /ś/ ሠ sawt (anomenada en amhàric śe-nigūś «la se de nigūś ‘rei'»).
La taula següent recull els valors AFI dels fonemes del gueez:
|            |            | Labial   | Dental   | Dental       | Palatal | Velar    | Velar      | Uvular  | Faringal | Glotal |
| simple     | lateral    | Labial   | simple   | labialitzada | Palatal |          |            | Uvular  | Faringal | Glotal |
| ---------- | ---------- | -------- | -------- | ------------ | ------- | -------- | ---------- | ------- | -------- | ------ |
| Nasal      | Nasal      | /m/      | /n/      |              |         |          |            |         |          |        |
| Plosiva    | sorda      | /p/      | /t/      |              |         | /k/      | /kʷ/       |         |          | ʔ <'>  |
| Plosiva    | sonora     | /b/      | /d/      |              |         | /g/      | /ɡʷ/       |         |          |        |
| Plosiva    | emfàtica¹  | /pʼ/ <p̣> | /tʼ/ <ṭ> |              |         | /kʼ/ <ḳ> | /kʷʼ/ <ḳʷ> |         |          |        |
| Africada   | emfàtica   |          | /ʦʼ/ <ṣ> |              |         |          |            |         |          |        |
| Fricativa  | sorda      | /f/      | /s/      | /ɬ/ <ś>      |         |          |            | /χ/ <ḫ> | /ħ/ <ḥ>  | /h/    |
| Fricativa  | sonora     |          | /z/      |              |         |          |            |         | /ʕ/ <‘>  |        |
| Fricativa  | emfàtica   |          |          | /ɬ/ʼ <ṣ́>     |         |          |            |         |          |        |
| Bategant   | Bategant   |          | /r/      |              |         |          |            |         |          |        |
| Aproximant | Aproximant |          |          | /l/          | /j/ <y> |          | /w/        |         |          |        |

1. La sèrie emfàtica és de naturalesa ejectiva, mentre que les velars emfàtiques poden realitzar-se fonèticament com a uvulars: ([q] i [qʷ] (cf. àrab ق).

### Morfologia nominal

#### Morfologia pronominal
El sistema pronominal gueez presenta, com en la resta de llengües semítiques, dos subsistemes de pronoms personals de distribució complementària: pronoms absoluts (o independents) i pronoms enclítics (també anomenats sufixos pronominals).
| Nombre   | Persona    | Pronoms personals absoluts | Pronoms personals enclítics | Pronoms personals enclítics |
| Nombre   | Persona    | Pronoms personals absoluts | Postsubstantivals           | Postverbals                 |
| -------- | ---------- | -------------------------- | --------------------------- | --------------------------- |
| Singular | 1.         | ʾāna                       | -ya                         | -ni                         |
| Singular | 2. masculí | ʾānta                      | -ka                         | -ka                         |
| Singular | 2. femení  | ʾānti                      | -ki                         | -ki                         |
| Singular | 3. masculí | wəʾətu                     | -(h)u                       | -(h)u                       |
| Singular | 3. femení  | yəʾəti                     | -(h)a                       | -(h)a                       |
| Plural   | 1.         | nəḥna                      | -na                         | -na                         |
| Plural   | 2. masculí | ʾāntəmu                    | -kəmu                       | -kəmu                       |
| Plural   | 2. femení  | ʾāntən                     | -kən                        | -kən                        |
| Plural   | 3. masculí | wəʾətomu / 'əmuntu         | -(h)omu                     | -(h)omu                     |
| Plural   | 3. femení  | wəʾəton / əmāntu           | -(h)on                      | -(h)on                      |

- Els pronoms personals absoluts compleixen normalment la funció de subjecte: wəʾətu ṣaḥafa "ell escriu" (lit. "ell escrivent"), nəguś ʾāna "sóc rei" (lit. "rei jo"). Els de tercera persona poden també funcionar com a còpula.

- Els pronoms enclítics indiquen, afegits a un substantiu, possessió (bet-ya ‘"la meva casa"); sufixats a un verb o a una preposició, en canvi, l'objecte: qatala-ni "em matà" (cf. català antic "matà’m"), la-ka "a tu".

### Morfologia verbal
En tant que llengua semítica occidental, el sistema verbal del gueez presenta una dicotomia bàsica que oposa un perfectiu qatal (morfològicament caracteritzat per una conjugació estrictament sufixal) a un imperfectiu yəqattəl (amb una conjugació que combina prefixos i sufixos).
La flexió del verb en imperfectiu reflecteix també la categoria de mode, distingint un indicatiu yəqattəl i un jussiu-imperatiu yəqtəl.
Aquesta és la conjugació dels verbs sans, prenent com a model el clàssic 'qatala “matar” (s'hi han segmentat, per raons expositives, els morfemes corresponents a l'arrel i a les marques pre- i potsformatives):
| Persona  | Persona | Perfectiu qatal- | Imperfectiu       | Imperfectiu  |
| Persona  | Persona | Perfectiu qatal- | Indicatiu -qattəl | Jussiu -qtəl |
| -------- | ------- | ---------------- | ----------------- | ------------ |
| Singular | 1.      | qatal-ku         | ʔə-qattəl         | ʔə-qtəl      |
| Singular | 2. m.   | qatal-ka         | tə-qattəl         | tə-qtəl      |
| Singular | 2. f.   | qatal-ki         | tə-qattəl-i       | tə-qtəl-i    |
| Singular | 3. m.   | qatal-a          | yə-qattəl         | yə-qtəl      |
| Singular | 3. f.   | qatal-at         | tə-qattəl         | tə-qtəl      |
| Plural   | 1.      | qatal-na         | nə-qattəl         | nə-qtəl      |
| Plural   | 2. m.   | qatal-kəmmu      | tə-qattəl-u       | tə-qtəl-u    |
| Plural   | 2. f.   | qatal-kən        | tə-qattəl-ā       | tə-qtəl-ā    |
| Plural   | 3. m.   | qatal-u          | yə-qattəl-u       | yə-qtəl-u    |
| Plural   | 3. f.   | qatal-ā          | yə-qattəl-ā       | yə-qtəl-ā    |